# Ceriagrion bakeri
Ceriagrion bakeri är en trollsländeart som beskrevs av Fraser 1941. Ceriagrion bakeri ingår i släktet Ceriagrion och familjen dammflicksländor. IUCN kategoriserar arten globalt som livskraftig. Inga underarter finns listade i Catalogue of Life.